# Lady Penélope Creighton-Ward
Lady Penelope Creighton-Ward es un personaje ficticio de la serie de televisión de Los Thunderbirds, también de la película de acción viva Thunderbirds (2004). Una especialista en contraterrorismo e inteligencia en seguridad, es la agente en Londres de Rescate Internacional, y reside en la Mansión Creighton-Ward con su chofer Aloysius «Nosey» Parker. Tiene un Rolls-Royce rosa modificado llamado FAB 1 que está equipado con una gran cantidad de artilugios.
En las series de televisión de los Thunderbirds, y en las películas posteriores de Thunderbirds Are GO y Thunderbird 6, Su voz era la de Sylvia Anderson, mientras que Sophia Myles la interpretó en la película de los Thunderbirds (2004), mientras que en la serie de remake, Rosamund Pike le da voz.

## Orígenes
Lady Penelope nació el 24 de diciembre de 2000 (según la película Thunderbirds are GO) y es hija de Sir Hugh Creighton-Ward y su esposa Amelia. Fue educada por su institutriz, Miss Petherton. Penelope tuvo una agitada niñez, sin embargo ella era a veces solitaria porque sus padres vivían en la India y su padre (Sir Hugh) organizó la comunidad india. En los últimos 6 años de su escuela, Lady Penélope fue enviada al internado Rowden para señoritas. Allí hizo muchas amigas y le enseñaron a vivir la vida social que sus padres esperaban.
Después de graduarse de Rowden, Penelope fue a terminar la escuela en Suiza. Perfeccionó cuatro lenguas aparte del Inglés: Francés, Alemán, Italiano y Español. Lady Penelope completó todas sus trabajos para varias organizaciones. Después, se convirtió en Comandante de la Federación de Agentes. Fue en este momento en el que Jeff Tracy le propuso una oferta de negocios. No dejó escapar la oportunidad de trabajar para Rescate Internacional como su agente en Londres porque el trabajo sería muy estimulante y realmente entretenido.